# Ali Ragab
Ali Ossama Ragab Hassan – (8 de mayo de 1994) es un deportista egipcio que compite en lucha libre. Ganó dos medallas de bronce en el Campeonato Africano de Lucha entre los años 2015 y 2016

## Palmarés internacional
| Campeonato Africano | Campeonato Africano | Campeonato Africano | Campeonato Africano |
| Año                 | Lugar               | Medalla             | Categoría           |
| ------------------- | ------------------- | ------------------- | ------------------- |
| 2015                | Alejandría (Egipto) | Medalla de bronce   | 61 kg               |
| 2016                | Alejandría (Egipto) | Medalla de bronce   | 70 kg               |